# Wulur

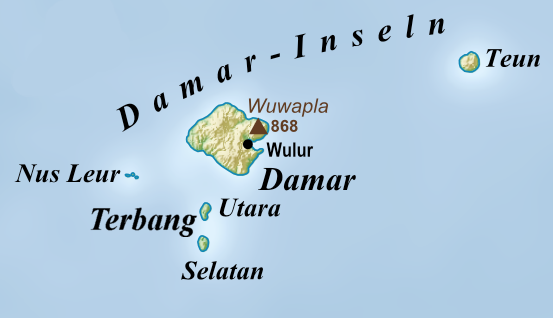
Die Damar-Inseln

Wulur (Woeloer) ist ein Ort auf der indonesischen Insel Damar. Der Ort liegt an der Ostküste der Insel in der Solatbucht (Teluk Solat).
Wulur bildet ein Desa mit 1.497 Einwohnern (2010). Die Menschen sprechen als Muttersprache die austronesische Sprache Ost-Damar (Damar-Wulur). Wie die gesamte Insel gehört Wulur zum Kecamatan (Subdistrikt) Damar, Kabupaten (Regierungsbezirk) Südwestmolukken (Maluku Barat Daya), Provinz Maluku. Wulur ist der Hauptort des Kecamatans.
Jahrelang befanden sich die Einwohner von Wulur mit jenen vom nordöstlichen Nachbarort Kehli im Streit um die Nutzungsrechte für die unbewohnten, südlich gelegenen Inseln Terbang Utara und Terbang Selatan und die umliegenden Gewässer. 1986 wurde gerichtlich entschieden, dass diese Wulur zustehen.